# 金昌路 (杭州市)
金昌路，是浙江省杭州市的一条东西向道路，东起半山路（ 320国道）口，西至古墩路和池华街口，全长8.2公里。中段（通益路--拱康路）于2015年12月20日通车，大洋坝路--莫干山路段于2022年12月30日通车，北秀街--康园南路于2024年6月15日通车。北秀街-观桃路段已完成竣工验收，观桃路-320国道段处于路基开挖中，预计2025年6月竣工。
金昌路是一条东西走向的城市主干道，标准路幅宽度42米，双向六车道规模。它与石祥路、石祥西路平行，与古墩路、莫干山路、上塘高架路等多条南北走向的道路相交。

## 相交道路
- 半山路（ 320国道）
- 观桃路
- 荷塘街
- 桃源街
- 康园南路
- 北秀街
- 溪居路
- 拱康路
- 顾扬路
- 丽水北路
- 储运路
- 通益路
- 冯家浜路
- 北软路
- 杭行路
- 小洋坝路
- 大洋坝路
- 莫干山路
- 大吉路
- 朱家路
- 古墩路、池华街

## 地铁
- 古墩路、池华街口：24金家渡站